# Friedrich Börtzler
Friedrich Börtzler (* 15. Dezember 1909 in Hermersberg, Pfalz; † 20. April 1993 in Karlsruhe) war ein deutscher Ministerialbeamter und Richter am Bundesgerichtshof.

## Leben
Börtzler war Sohn des Pfarrers Fritz Börtzler. Den wesentlichen Teil seiner Schulzeit verbrachte er in Kaiserslautern. Zum Sommersemester 1928 immatrikulierte er sich an der Julius-Maximilians-Universität Würzburg für Rechtswissenschaft. Wie seit 1842 viele Rheinpfälzer wurde er im Corps Rhenania Würzburg aktiv. In jenem Semester hatte der HKSCV beschlossen, die sportliche Erziehung mehr in den Mittelpunkt des aktiven Betriebes zu rücken. Bei den Würzburger Hochschulmeisterschaften gewann Börtzler den 400-Meter-Lauf „mit respektablem Vorsprung“. Rhenania gewann den Hauptwettbewerb, die 4-mal-100-Meter-Staffel, mit Börtzler als Schlussläufer in 47,0 Sekunden. Bei seinem „leicht pedantisch-akribischen Stil“ zeichnete er sich im 4. Aktivensemester als Subsenior aus. Als Inaktiver wechselte er an die Ludwig-Maximilians-Universität München. Nachdem er 1933 in Würzburg das Referendarexamen und 1935 in München die Assessorprüfung bestanden hatte, trat er in den bayerischen Justizdienst. Zum Heer einberufen, erlitt er im Westfeldzug mehrere Verwundungen, besonders der rechten Hand. Mit dem Eisernen Kreuz II. Klasse wurde er in die Heimat entlassen. Wieder im Justizdienst, geriet er in die Turbulenzen des Kriegsendes. Besonders in der Amerikanischen Besatzungszone zogen sich die Entnazifizierungen mitunter über Jahre hin. In dieser Lage kam Börtzler für einige Jahre bei Hanns Jacobsen unter. Schließlich wieder im Justizdienst, wurde er Regierungsdirektor im Bayerischen Staatsministerium der Justiz. Zum 11. Dezember 1959 kam er als Bundesrichter an den Bundesgerichtshof in Karlsruhe. Er war vor allem im 4. Strafsenat des Bundesgerichtshofes tätig und prägte das Verkehrsrecht und das Auslieferungsrecht. Er wirkte im Anwalts- und Notarsenat sowie im Patentanwaltssenat. Viele Jahre saß er im Großen Senat für Strafsachen. Von 1965 bis Anfang 1967 war er Mitglied des 3. Strafsenats des Bundesgerichtshofes, dem der Staatsschutz obliegt. Am 31. Dezember 1977 trat Börtzler in den Ruhestand. Nach dem Tod seiner Frau zog er 1979 in ein Karlsruher Wohnstift, in dem er mit 83 Jahren starb. In Naturell und Sprache blieb er zeitlebens ein Pfälzer. Als er am 23. April 1993 beerdigt wurde, hielt Hannskarl Salger die Grabrede.